# Hugh Christopher Budd
Hugh Christopher Budd (* 27. Mai 1937 in Romford; † 1. April 2023 in Lyme Regis) war ein britischer römisch-katholischer Geistlicher und Bischof von Plymouth.

## Leben
Hugh Christopher Budd empfing am 8. Juli 1962 die Priesterweihe für das Bistum Brentwood.
Papst Johannes Paul II. ernannte ihn am 19. Juli 1985 zum Bischof von Plymouth. Die Bischofsweihe spendete ihm der Altbischof von Plymouth, Cyril Edward Restieaux, am 15. Januar des folgenden Jahres; Mitkonsekratoren waren Michael George Bowen, Erzbischof von Southwark, und Thomas McMahon, Bischof von Brentwood.
Am 9. November 2013 nahm Papst Franziskus seinen altersbedingten Rücktritt an.

## Einzelnachweis
1. ↑  Bishop Christopher Budd has died. In: indcatholicnews.com. 1. April 2023, abgerufen am 2. April 2023 (amerikanisches Englisch).

| Vorgänger              | Amt                            | Nachfolger   |
| ---------------------- | ------------------------------ | ------------ |
| Cyril Edward Restieaux | Bischof von Plymouth 1985–2013 | Mark O’Toole |

| Personendaten    | Personendaten                                                     |
| ---------------- | ----------------------------------------------------------------- |
| NAME             | Budd, Hugh Christopher                                            |
| ALTERNATIVNAMEN  | Budd, Christopher                                                 |
| KURZBESCHREIBUNG | britischer römisch-katholischer Geistlicher, Bischof von Plymouth |
| GEBURTSDATUM     | 27. Mai 1937                                                      |
| GEBURTSORT       | Romford                                                           |
| STERBEDATUM      | 1. April 2023                                                     |
| STERBEORT        | Lyme Regis                                                        |